# Port lotniczy Midway Eastern Island
Port lotniczy Midway Eastern Island (ang. Midway Eastern Island Airfield) – nieczynny port lotniczy zlokalizowany na wyspie Eastern Island, w atolu Midway (Dalekie Wyspy Mniejsze Stanów Zjednoczonych).